# Gustav Ström (konstnär)
Gustav Ström, född 3 september 1891 i Skärhamn, död där 13 juni 1986, var en svensk yrkesmålare, begravningsentreprenör, diakon och målare.
Han var son till lantbrukaren Johan Hansson och hans hustru Matilda och från 1920 gift med Axelina Andersson. Ström utbildade sig till yrkesmålare i Göteborg och passade då på att studera konst vid Slöjdföreningens skola 1907. Han praktikarbetade några år i Norge under första världskriget och vid återkomsten till Sverige etablerade han en måleriverkstad i Skärhamn. I samarbete med arkitekt Axel Forssén fick han utföra en mängd målningar i kyrkor på Västkusten. Vid sidan av måleriarbetet drev han en begravningsbyrå och tillverkade likkistor. Han övergick helt till sitt konstnärskap 1943 och bedrev självstudier under resor till bland annat Spanien, Italien, Island Kalifornien och Norge. Tillsammans med Sven Engbom och Anna-Lisa Olausson ställde han ut i Skärhamn och tillsammans med Arnold Axelsson och Erik Johansson ställde han ut i Rossöhamn. Separat ställde han bland annat ut på Billströmska skolan på Tjörn, Vasakronan i Göteborg och han medverkade i ett flertal bohuslänska samlingsutställningar. Hans konst består av realistiska skildringar från den bohuslänska kusten, stilleben och landskapsmålningar från Sydeuropa.     